# Kribia
Kribia is een geslacht van straalvinnige vissen uit de familie van de slaapgrondels (Eleotridae).

## Soorten
- Kribia kribensis (Boulenger, 1907)
- Kribia leonensis (Boulenger, 1916)
- Kribia nana (Boulenger, 1901)
- Kribia uellensis (Boulenger, 1913)